# 카밀로 바르가스
카밀로 안드레스 바르가스 힐(스페인어: Camilo Andrés Vargas Gil kaˈmilo ˈβaɾɣas[*], 1989년 3월 9일, 보고타 ~) 은 콜롬비아의 축구 선수로, 현재 카테고리아 프리메라 A의 산타 페에서 골키퍼로 활약하고 있다.

## 경력
카밀로 바르가스는 현재 아틀라스의 선발 수문장이다.

## 국가대표팀 경력
2014년 FIFA 월드컵을 기점으로, 그는 호세 페케르만 감독에 의해 콜롬비아 국가대표팀으로 꾸준히 차출되었다. 월드컵 최종 엔트리에 이름을 올렸음에도 불구하고, 그의 데뷔전은 2014년 10월 10일, 뉴저지주 레드불 아레나에서 열린 엘살바도르전이었고, 이 경기에서 콜롬비아가 3-0으로 이겼다.

## 수상

### 클럽
산타 페
- 카테고리아 프리메라 A: 2012-I, 2014-II
- 코파 콜롬비아: 2009
- 수페르리가 콜롬비아나: 2013